# Stanisław Pawlikowski
Stanisław Pawlikowski – właściciel ziemski,  poseł na Sejm Krajowy Galicji VIII kadencji w latach 1901–1907. Wybrany został z IV kurii okręgu Żydaczów. W 1904 posiadał wieś Żurawków oraz w 1901 Bereźnicę Królewską, w której znajdowała się gorzelnia.